# Gwansan-eup
Gwansan-eup (koreanska: 관산읍) är en köping i kommunen Jangheung-gun i provinsen Södra Jeolla i
den södra delen av Sydkorea, 335 km söder om huvudstaden Seoul.